# 에스타디오 나시오날 데 코스타리카
에스타디오 나시오날 데 코스타리카(스페인어: Estadio Nacional de Costa Rica)은 코스타리카 산호세에 위치한 다목적 경기장으로 35,175명을 수용할 수 있다. 1924년 개장했던 원 경기장을 재건하여 2011년 개장하였으며 현재 코스타리카 축구 국가대표팀의 홈 구장으로도 쓰이고 있다.

## 콘서트
샤키라, 마일리 사이러스, 레드 핫 칠리 페퍼스, 펄 잼, 주다스 프리스트, 화이트스네이크, 엘튼 존, 레이디 가가, 폴 매카트니 등이 이 경기장에서 공연을 가졌다.

## 대회
- 2013년 코파 센트로아메리카나
- 2013년 센트럴 아메리칸 게임
- 2014년 FIFA U-17 여자 월드컵